# Rudarsko područje Cornwalla i Zapadnog Devona
Rudarski krajolik Cornwalla i Zapadnog Devona je UNESCO-ova svjetska baština kojoj pripada nekoliko rudarskih krajolika u engleskim pokrajinama Cornwall i Devon (Engleska) koji su nastali rudarenjem u 18. i 19. stoljeću. Podzemni rudnici, veliki parni strojevi, novi gradovi, parcele, luke i industrijski pogoni koji ih povezuju prikazuju nekoć sjajnu industriju koja je snabdjevala ⅔ svjetske potrebe za bakrom. Njihovi ostaci su spomenih razvoja industrijske revolucije koji je utjecao na razvoj rudarstva općenito.

## Popis lokaliteta
UNESCO-ovi zaštićeni lokaliteti su raznoliki i povezuje ih samo negdašnja zajednička industrija:
| Slika | Ime                                    | Oznaka       | Lokacija           | Koordinate                                    | Bilješke |
| ----- | -------------------------------------- | ------------ | ------------------ | --------------------------------------------- | --- |
|       | Rudarsko područje St Just              | A1           | St Just in Penwith | 50°07′26″N 5°40′48″E / 50.124°N 5.680°E       | Ovdje su bili najvažniji rudnici kositra i bakra u Cornwallu u 19. stoljeću, od kojih je Geevor prestao raditi tek 1990. godine. On je danas turistička atrakcija za proučavanje Cornwallskog rudarstva. St Just je na vrhuncu rudarstva 1861. godine imao 9.2990 stanovnika, dvostruko od današnjeg broja.                                                       |
|       | Luka Hayle                             | A2           | Hayle              | 50°10′59″N 5°24′58″E / 50.183°N 5.416°E       | Luka Hayle je od 1704. služila za uvoz ugljena i izvoz rude s Cornwalla. Ova luka je imala prvo moderno pristanište koje je izgradio John Merchant Curnow 1740-ih. |
|       | Rudarsko područje Tregonning i Gwinear | A3i          | Breage             | 50°10′59″N 5°24′58″E / 50.183°N 5.416°E       | Granitna stijena Tregonning-Godolphin je bila izvor kositra i bakra još od brončanog doba, a vrhunac je doživjelo u 19. stoljeću kada se tu iskapao i arsenik, srebro, cink, olovo, i kaolinit. |
|       | Trewavas                               | A3ii         | Trewavas           | 50°10′59″N 5°24′58″E / 50.183°N 5.416°E       | |
|       | Rudnik Poldark                         | A4           | Wendron            | 50°08′17″N 5°14′38″E / 50.138°N 5.244°E       | Rudnik kositra na rijeci Cober iz 1720. – 1780. godine koji je 1856. godine postao dijelom Rudnika Wendon Consols. |
|       | Rudarsko područje Camborne i Redruth   | A5i          | Camborne i Redruth | 50°12′47″N 5°18′00″E / 50.213°N 5.3°E         | Camborneovac Richard Trevithick je za Božić 1801. godine pokrenuo prvu parnu lokomotivu s putničkim vagonima na svijetu. Holman Bros Ltd. u Camborneu iz 1801. godine je bio najveći proizvođač industrijske opreme na svijetu s oko 3.500 zaposlenika, a rudarska škola CSM iz 1829. godine najvažnija obrazovna ustanova za specijalizirano rudarenje u kamenu. |
|       | Wheal Peevor                           | A5ii         | Wheal Peevor       | 50°15′12″N 5°13′00″E / 50.2533°N 5.2167°E     | Najstariji rudnik bakra iz 1701. godine do 1788. godine kada se počinje više vaditi kositar na većoj dubini od oko 100 metara. Rudnik je zatvoren 1889. godine kada su pronađene veće naslage kositra istočno od rudnika. |
|       | Portreath Harbour                      | A5iii        | Portreath Harbour  | 50°15′40″N 5°17′17″E / 50.261°N 5.288°E       | Jedna od najvažnijih luka za izvoz bakra u talioničko središte Swansea u Walesu iz kojeg je dolazio ugljen za parne strojeve koji su se koristili u rudarstvu. |
|       | Gwennap                                | A6i          | Gwennap            | 50°13′02″N 5°10′17″E / 50.2171°N 5.1714°E     | Gwennap je u 18. i 19. stoljeću bilo najbogatije nalazište bakra u Cornwallu koje su zvali "Najbogatija kvadratna milja u Starom svijetu". |
|       | Perran Foundry i Kennall Vale          | A6ii i A6iii | Perranarworthal    | 50°12′27″N 5°07′09″E / 50.2075°N 5.1193°E     | Osnovala ju je kvekerska obitelj Fox 1791. godine, a u 19. stoljeću je osim luke i talionice imala i vodenice, silose i dr. zgrade obiteljske proizvodnje. God. 1858. kupila ju je obitelj Williams koja ju je vodila do kraha rudarstva u Cornwallu 1879. godine kada je oko 400 ljudi izgubilo posao.                                                           |
|       | Rudarsko područje St Agnes             | A7           | St Agnes           | 50°17′42″N 5°12′22″E / 50.295°N 5.206°E       | Na vrhuncu je ovo rudarsko područje u svojih 100-tinjak rudnika zapošljavalo preko 1.000 rudara. |
|       | Dolina Luxulyan                        | A8i          | Luxulyan Valley    | 50°23′24″N 4°44′38″E / 50.390°N 4.744°E       | Strma i šumovita dolina rijeke Par posjeduje važne ostatke industrije 19. stoljeća, od kojih je samo rudnik Fowey imao 6 parnih strojeva i 17 vodenica do kojeg je vodio Treffy željeznički vijadukt iz 1835. |
|       | Charlestown                            | A8ii         | Charlestown        | 50°19′53″N 4°45′28″E / 50.3314°N 4.7578°E     | Ribarska luka West Polmear 1799. godine pretvorena je u luku prozvanu prema njenom veleposjedniku Charlesu Rashleighu i služila je za izvoz bakra i kaolinita koji se još uvijek izvozi, a vodi u luci je dao neobičnu tirkiznu boju. |
|       | Rudarsko područje Brda Caradon         | A9           | Caradon            | 50°27′11″N 4°27′54″E / 50.453°N 4.465°E       | Oko 1860. godine ovdje je bio najveći ugljen bakra u Ujedinjenom Kraljevstvu, a Wheal Phoenix je imao slavnu kuću s parnim strojem Prince of Wales engine house. |
|       | Rudarsko područje Doline Tamar         | A10i         | Tamar              | 50°12′47″N 4°06′00″E / 50.2130°N 4.100°E      | Dolina rijeke Tamar je od Gunnislakea do Weir Quaya (195 km²) bilo značajno rudarsko područje, a rijeka je služila za transport rudače iz Cornwalla do južnog Walesa gdje su bile talionice. |
|       | Tavistock                              | A10ii        | Tavistock          | 50°33′00″N 4°08′19″E / 50.550014°N 4.138736°E | God. 1817. iskopan je kanal Travistock kako bi se njime prevozio bakar od rudnika Morwellham do rijeke Tamar, a polovicom 19. stoljeća, s obližnjim rudnikom u Blanchdownu to je bila najveći promet bakra na svijetu. God. 1845. tu je izgrađen rezervoar od 230 m³ koji je snabdjevao grad i rudarska naselja oko grada.                                        |

## Vanjske poveznice
- Službena stranica spomenika  Arhivirana inačica izvorne stranice od 8. veljače 2007. (Wayback Machine) (engl.)
- BBC - World Heritage site bid gets go-ahead (engl.)